# Takeshi Kusao
Takeshi Kusao (草尾 毅, Kusao Takeshi), né le 20 novembre 1966 dans la préfecture de Saitama, est un seiyū japonais.

## Rôles

### Anime
- Adol Christin : Ys
- Billy Cranston : Power Rangers, le film (doublage japonais)
- Bankotsu : Inu-Yasha
- Cless Alvein : Tales of Phantasia
- Clouder : Transformers
- Dias : Captain Tsubasa
- Dororo Heichou(Lance Corporal Dororo) : Keroro-gunsō
- Hanamichi Sakuragi : Slam Dunk
- Hiroyuki Miyazawa : Kareshi kanojo no jijō
- Jun'ichiro Kokuritsu, Takeshi Tenma/Voicelugger Sapphire : Voicelugger
- Kabutack : B-Robo Kabutack (+ interprète du générique)
- Kai : Akira
- Kishiryu Pterardon : Kishiryū Sentai Ryusoulger
- Kougaiji : Saiyuki
- Kousuke Asazuki : Spiral: suiri no kizuna
- Koza et Jaguar D. Saulo : One Piece
- Krad : DNAngel
- Kyoichi Saionji : Utena la fillette révolutionnaire
- Ky Kiske : Guilty Gear
- Mahou Neko Smorky : Mahou Sentai Magiranger
- Mario : Super Mario Bros
- Miyazawa Hiroyuki : Kare Kano
- Müller : Gundam Wing
- Nachi : Saint Seiya
- Parn : Les Chroniques de la guerre de Lodoss
- Pyon Biao : Juken Sentai Gekiranger
- Revolmon : Digimon 02
- Ryo Sanada: Yoroiden Samourai Troopers
- Shinnosuke : Ranma ½ (OVA)
- Shou Fukamachi/Guyver : Guyver
- Shura du Capricorne : Saint Seiya: Soul of Gold
- Trunks, Trunks (futur), Gotenks, Lavender : Dragon Ball Z, Dragon Ball Super
- Trunks, Upa : Dragon Ball Z Kai
- Yota Moteuchi : Video Girl Ai